# Giorgio Oppo
Giorgio Oppo (Roma, 15 settembre 1916 – Roma, 19 agosto 2008) è stato un giurista italiano.

## Biografia
È stato uno dei più grandi giuristi italiani, valente civilista, prima che studioso del diritto commerciale. Allievo di Alberto Asquini, vinse il concorso a cattedra in diritto civile nel 1947 e nel 1948 fu chiamato alla facoltà di giurisprudenza dell'Università di Padova, dove insegnò diritto agrario, prima cattedra che si aggiudicò nel corso della sua lunga carriera universitaria, e in seguito diritto commerciale, tenendo contemporaneamente gli insegnamenti di diritto processuale civile presso lo stesso ateneo e, dal 1951, l'incarico di diritto commerciale e di diritto della navigazione presso la facoltà di economia e commercio dell'Università di Venezia. Nel 1963 fu chiamato alla facoltà di giurisprudenza dell'Università "La Sapienza" di Roma per insegnarvi diritto industriale e, dal 1968 al 1991, diritto commerciale. È proverbiale la polemica che Emilio Betti lanciò nei suoi confronti nella sua Teoria generale delle obbligazioni, con riferimento ad aspetti estremamente tecnici, quali quello della natura giuridica dell’adempimento dell’obbligazione naturale.
Oppo fu anche uno dei fondatori e direttore della Rivista di diritto civile e, dal 1966, socio dell'Accademia dei Lincei, di cui presiedette il collegio dei revisori dei conti. Fu inoltre socio dell'Accademia nazionale di scienze, lettere e arti (Modena).
Avvocato di fama, autore di una copiosa produzione scientifica oggi raccolta nei sette volumi degli Scritti giuridici (Cedam), prese parte a numerose commissioni ministeriali. Nel 1958 fu chiamato a far parte della commissione costituita dall'allora ministro dell'Industria Emilio Colombo e presieduta da Francesco Santoro Passarelli, con l'incarico di elaborare una proposte di riforma delle norme del codice civile del 1942 in materia societaria. La commissione rese la sua relazione nel 1964, ma il cammino della riforma fu proseguito da una nuova commissione, presieduta da Alfredo de Gregorio. Oppo non ne faceva parte, ma nel 1967 fu cooptato in una commissione ministeriale, nota come
commissione De Gennaro-Visentini, alla quale era stato attribuito il compito di rielaborare il progetto della commissione de Gregorio. Nel 1973 fu insediata una commissione presieduta dal magistrato Dino Marchetti avente  come compito l'elaborazione della riforma della sola società per azioni, i cui lavori ebbero come sbocco la legge 7 giugno 1974, n. 216: "Conversione in legge, con modificazioni, del decreto-legge 8 aprile 1974, n. 95". Nel 1990 fu nominato presidente della commissione ministeriale incaricata di redigere lo schema di provvedimento di recepimento della dodicesima Direttiva del Consiglio delle Comunità europee del 21 dicembre 1989, n. 89/667/CEE in materia di diritto delle società, relativa alle società a responsabilità limitata con un unico socio (attuata con D.Lgs. 3 marzo 1993, n. 88).

## Aneddoti
Oltre che per il suo aspetto bonario, Oppo era molto popolare in facoltà per una sua consuetudine: agli studenti che chiedevano di sostenere l'esame con lui, poneva una domanda a piacere. Uomo dalla battuta pronta, era anche molto caustico, e a farne le spese erano soprattutto i colleghi provenienti da altre scuole giuridiche, spesso presi in castagna nel cadere in topiche marchiane. Una delle sue bestie nere era la cattiva fattura delle norme più recenti in materia privatistica.
Cattolico praticante, fu dolorosamente segnato dalla morte dell'unico figlio Andrea.